# LATAM Airlines Group
(es) "Juntos, más lejos"
(pt) "Juntos, mais longe"
("Ensemble, plus loin")

Destinations de LATAM (en bleu celles assurées par LAN et en rouge celles de TAM).

LATAM Airlines Group ou LATAM Airlines est le nom du groupe formé en 2010 à la suite de la fusion des compagnies aériennes chilienne LAN Airlines et brésilienne TAM Linhas Aéreas. De par la taille de sa flotte et le nombre de passagers transportés, LATAM Airlines est la plus grande compagnie aérienne d'Amérique du Sud. 
Les deux anciennes compagnies volent sous les couleurs unifiées de LATAM depuis le 1er mai 2016.

## Description
LATAM Airlines Group comprend LAN Airlines et ses filiales au Pérou, en Argentine, en Colombie et en Équateur, ainsi que LAN Cargo et ses filiales. Il regroupe encore TAM Linhas Aéreas SA, TAM Mercosur et toutes les holdings de LAN et TAM. La création du groupe a été annoncée le 13 août 2010 et sa formation a été conclue le 22 juin 2012.
LATAM Airlines ne fait partie d'aucune alliance de compagnies aériennes depuis son retrait de Oneworld le 1er mai 2020.
Une nouvelle agence de communication, Graphene, est créée en 2015 par le groupe Interpublic pour gérer uniquement le budget publicitaire de LATAM Airlines.
En 2019, LATAM Airlines emploie 41 719 personnes, dessert 152 destinations et a transporté plus de 74 millions d'usagers. La même année, la compagnie comptait 30 millions de voyageurs ayant souscrit à son programme de fidélité, LATAM Pass.
Le groupe Latam Airlines est dirigé par un directoire constitué de neuf membres et présidé par Ignacio Cueto Plaza.

## Histoire

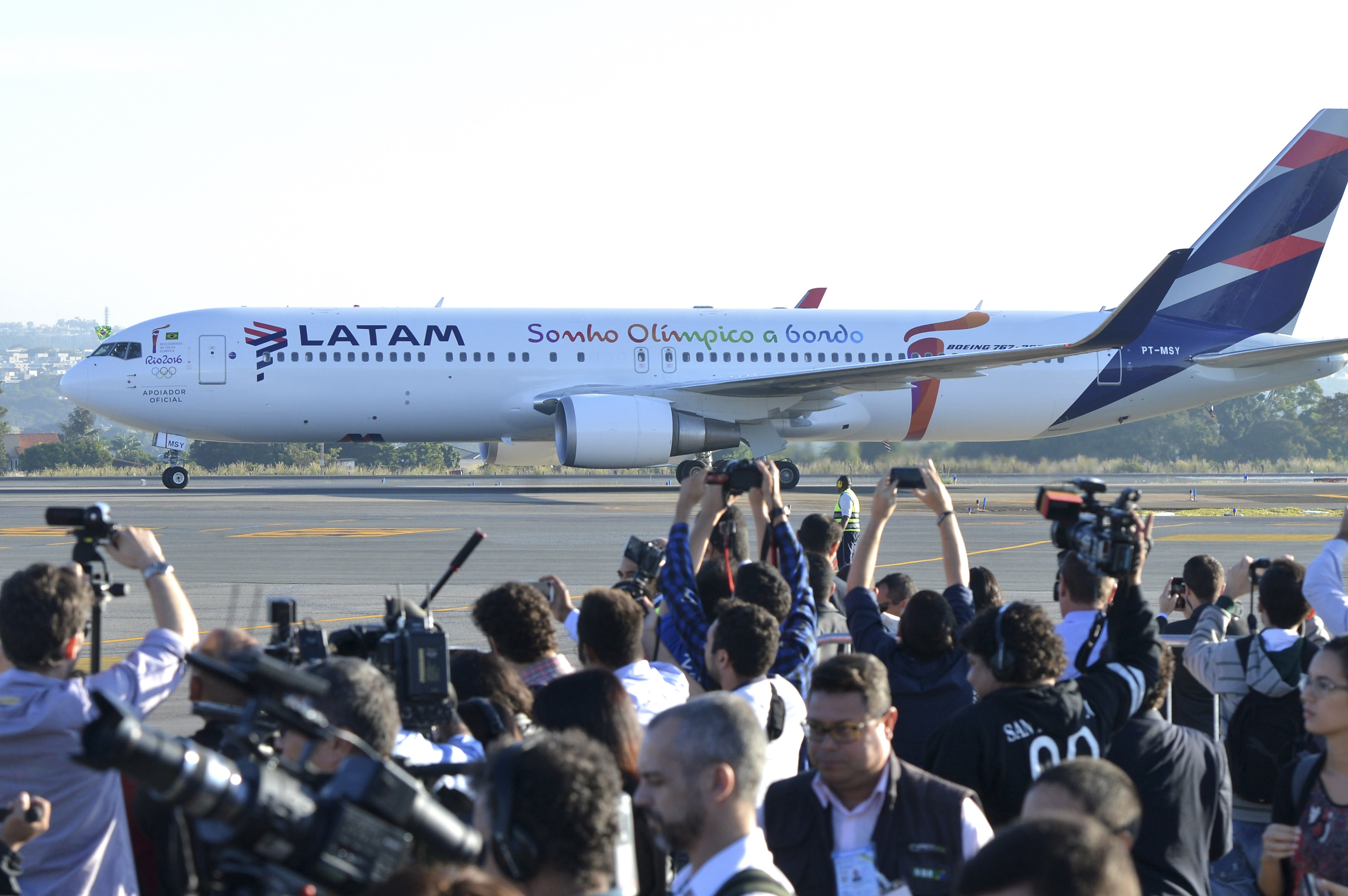
Arrivée de la flamme olympique à l'aéroport de Brasilia en prévision des jeux olympiques d'été de 2016 dans un Boeing 767-300ER aux couleurs de LATAM.

Les liens entre les deux compagnies aériennes remontent à la fin des années 1990, lorsque les familles Amaro (contrôlant la TAM) et Cueto (contrôlant la LAN) se rapprochent pour l'achat d'avions Airbus. Depuis, les deux compagnies travaillent à l'élaboration d'un plan de synergie qui mena à la fusion des deux groupes.
Le 13 août 2010, les compagnies aériennes LAN Airlines et TAM Airlines annoncent leur projet de fusion. Le nouveau groupe comprend LAN Airlines et ses filiales au Pérou, en Argentine, en Colombie et en Équateur, ainsi que LAN Cargo et ses filiales. Il regroupe encore TAM Linhas Aéreas SA, TAM Mercosur et toutes les holdings de LAN et TAM. La formation est conclue le 22 juin 2012.
Le résultat pour l'exercice 2012 est largement plombé par les coûts liés à la fusion de LAN et TAM.
En mars 2013, la TAM quitte l'alliance de compagnies aériennes Star Alliance pour rejoindre la LAN chez Oneworld. Le même mois, le groupe rachète 7000 crédits carbone auprès d'un projet de reforestation péruvien.
La compagnie aérienne annonce en août 2014 que, face à la faible fréquentation de ses avions lors de la Coupe du monde de football 2014 qui se déroule au Brésil, les pertes liées sont estimées entre 140 $ et 160 millions $.
En juillet 2015, les actions de LATAM Airlines sont en sur-vente, l'indice de RSI passant sous la barre des 30.
Jusqu'en 2015, le groupe avait conservé la séparation des opérations et des marques LAN et TAM. Cependant, le 6 août 2015, LATAM Airlines annonce l'unification en une seule identité, qui sera connue sous le nom de LATAM. Le nouveau logo apparaîtra sur les appareils de la flotte ainsi que dans les différents aéroports où le groupe opère à partir de la première moitié de 2016.
En septembre 2019, Delta Air Lines annonce l'acquisition d'une participation de 20 % dans la compagnie aérienne LATAM pour 1,9 milliard de dollars.
Le 26 mai 2020, principalement à cause des effets de la pandémie de COVID-19, le groupe demande une réorganisation volontaire ainsi que sa mise sous la protection du chapitre 11 de la loi sur les faillites des États-Unis. Les filiales du Brésil, d'Argentine et du Paraguay n'intègrent pas cette restructuration.

## Flotte
En avril 2018, après la fusion des flottes de LAN Airlines et TAM Linhas Aéreas, les avions suivants sont en service au sein de la compagnie LATAM Airlines. La majorité des appareils portent encore les couleurs respectives de LAN Airlines et de TAM Linhas Aéreas.